# (3391) Sinon
(3391) Sinon – planetoida z grupy trojańczyków z obozu greckiego okrążająca Słońce w ciągu 12 lat i 71 dni w średniej odległości 5,3 j.a. Została odkryta 18 lutego 1977 roku w Kiso Station przez Hiroki Kōsaiego, i Kiichirō Furukawę. Nazwa planetoidy pochodzi od Sinona, jednego z uczestników wojny trojańskiej. Przed nadaniem nazwy planetoida nosiła oznaczenie tymczasowe (3391) 1977 DD3.